# Joy Harmon
Joy Patricia Harmon (* 1. Mai 1940 in Flushing, New York) ist eine US-amerikanische ehemalige Schauspielerin.

## Leben
Harmon wurde als Joy Patricia Harmon in Flushing, New York geboren. Im Jahr 1946 zogen sie und ihre Familie nach Connecticut. Harmon war bei der letzten Staffel von Groucho Marx’ Fernseh-Rateshow You Bet Your Life eine Teilnehmerin. Im Verlaufe der 1960er-Jahre hatte sie Gastrollen in mehreren populären Fernsehserien, einschließlich Verliebt in eine Hexe, Batman und The Monkees. Sie erschien in einer kleinen Rolle als blonde Ardice in der Jack-Lemmon-Komödie Ein Ehebett zur Probe im Jahr 1963. Eine ihrer bekanntesten Rollen hatte sie 1965 in dem kostengünstig produzierten Science-Fiction-Film Village of the Giants von Bert I. Gordon.
In den frühen 1970er Jahren folgte nur wenige Fernsehauftritte, seit 1973 trat sie nicht als Schauspielerin in Erscheinung. Im späteren Leben wurde Harmon Bäckerin, ihre Bäckerei und Konditorei Aunt Joy's Cakes besteht bis in die Gegenwart im Raum Los Angeles.

## Filmografie (Auswahl)
- 1956: Der Mann im grauen Flanell (The Man in the Gray Flannel Suit)
- 1961: Der Tollwütige (Mad Dog Coll)
- 1963: Ein Ehebett zur Probe (Under the Yum Yum Tree)
- 1964: Meine drei Söhne (My Three Sons, Fernsehserie, Folge 4x34)
- 1964: König der heißen Rhythmen (Roustabout)
- 1964/1965: Amos Burke (Burke’s Law, Fernsehserie, 2 Folgen)
- 1965: Young Dillinger
- 1965: Tod in Hollywood (The Loved One)
- 1965: Solo für O.N.C.E.L. (The Man from U.N.C.L.E., Fernsehserie, Folge 2x05)
- 1965: Village of the Giants
- 1966: Batman (Fernsehserie, Folge 1x11)
- 1966: Verliebt in eine Hexe (Bewitched, Fernsehserie, Folge 2x33)
- 1967: Leitfaden für Seitensprünge (A Guide for the Married Man)
- 1967: Wettlauf mit dem Tod (Run for Your Life, Fernsehserie, Folge 3x04)
- 1967: Der Unbeugsame (Cool Hand Luke)
- 1967: Die Monkees (The Monkees, Fernsehserie, 2 Folgen)
- 1969: Angel in My Pocket
- 1970: Norwood
- 1972: Männerwirtschaft (The Odd Couple, Fernsehserie, Folge 3x13)
- 1973: Thicker Than Water (Fernsehserie, Folge 1x09)